# Henry Bruce, 1.º Barão de Aberdare
Henry Austin Bruce, 1.º Barão de Aberdare GCB, PC, FRS (Aberdare, 16 de abril de 1815 — Londres, 25 de fevereiro de 1895) foi um político do Partido Liberal britânico, que serviu no governo mais notavelmente como Secretário para Assuntos Internos (1868–1873) e como Lorde presidente do Conselho.

## Educação
Henry Bruce nasceu em Duffryn, Aberdare, Glamorganshire, filho de John Bruce, um latifundiário de Glamorganshire, e de sua esposa Sarah, filha do reverendo Hugh Williams Austin. O nome de família original de John Bruce era Knight, mas com a maioridade em 1805, assumiu o sobrenome Bruce, de sua mãe, através de quem herdou a propriedade em Duffryn; ela era filha de William Bruce, xerife de Glamorganshire.
Henry foi educado na Bishop Gore School, em Swansea (Swansea Grammar School), e em 1837 foi chamado para trabalhar como barrister. Pouco tempo depois de ter começado a exercer sua profissão, a descoberta de carvão mineral  no subsolo de Duffryn e em outras propriedades do vale de Aberdare, trouxe para sua família grande riqueza.

## Carreira política

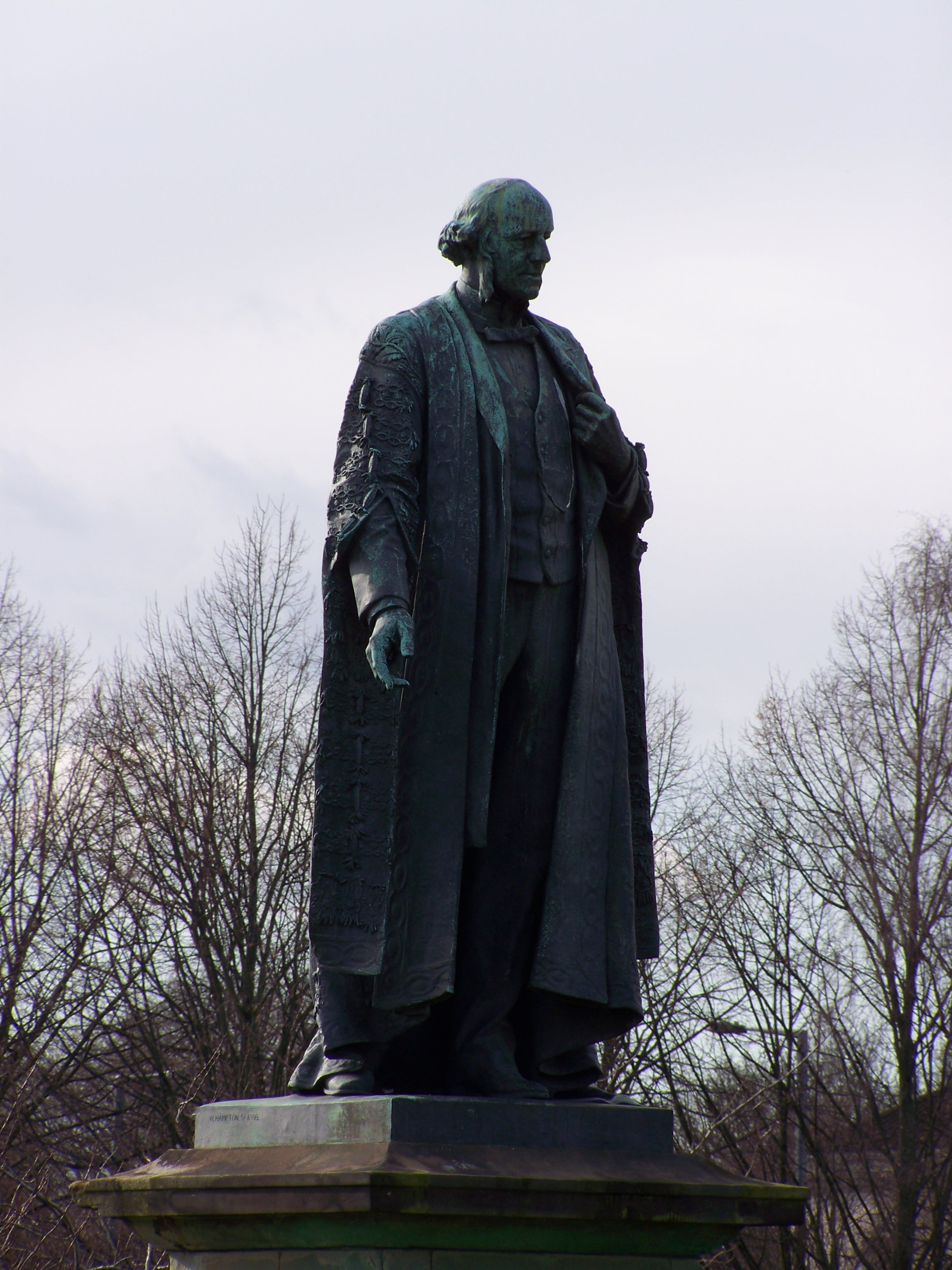
Estátua de Henry Bruce, 1.º Barão de Aberdare, com vista para a Universidade de Cardiff.

De 1847 a 1854 Bruce foi magistrado estipendiário em Merthyr Tydfil e Aberdare, renunciando à posição no último ano, quando entrou para o Parlamento como membro do Partido Liberal por Merthyr Tydfil. Nessa época o eleitorado era relativamente pequeno, excluindo a grande maioria da classe trabalhadora. Significativamente, no entanto, a relação de Bruce com os mineiros do vale de Aberdare, em particular, se deteriorou, como resultado da Greve de Aberdare de 1857 a 1858. Em um discurso para um grande público de mineiros em Aberdare Market Hall, Bruce tentou empregar um tom conciliador para convencer os mineiros a retornarem ao trabalho. Em um segundo discurso, porém, fez acusações contra o movimento sindical em geral, referindo-se à violência gerada em outras localidades, como consequência das greves e alegados exemplos de intimidação e violência ocorridos naquela cidade. A greve abalou sua reputação e pode muito bem ter contribuído para sua derrota eleitoral dez anos depois.
Durante seu mandato como representante por Merthyr Tydfil, Bruce envolveu-se na gestão da Dowlais Iron Company. Em 1862 tornou-se Subsecretário para Assuntos Internos. Na eleição geral de 1868, Merthyr Tydfil se tornou um eleitorado de dois membros, mas Bruce foi derrotado por Henry Richard e Richard Fothergill. No entanto, após perder a sua cadeira, Bruce foi eleito deputado por Renfrewshire, e foi nomeado Secretário da Administração Interna no governo de William Ewart Gladstone. Seu mandato neste cargo foi caracterizado por uma reforma nas leis de licenças para a compra e venda de bebidas alcoólicas, e  foi o responsável pelo Ato de Licença de 1872, que tornou os magistrados autoridades competente para licenciar os estabelecimentos que servem bebidas alcoólicas, aumentou as penas para comportamento impróprio nos pubs e diminuiu o número de horas para a venda de bebidas. Em 1873, Bruce deixou o secretariado, a pedido de Gladstone, para tornar-se Lorde presidente do Conselho, e recebeu o título de nobreza de Barão Aberdare, de Duffryn no condado de Glamorgan., em 23 de agosto daquele ano.

## Carreira pública após 1874
A derrota do governo liberal no ano seguinte, encerrou com a vida oficial política do Lorde de Aberdare, e posteriormente, ele se dedicou às questões sociais, educacionais e econômicas. Em 1876 foi eleito Membro da Royal Society; de 1878 a 1891 foi presidente da Royal Historical Society; e em 1881 tornou-se presidente da Real Sociedade Geográfica e da Girls' Day School Trust. Em 1888 chefiou a comissão que criou o Official Table of Drops, um manual que lista o quanto uma pessoa com um peso especial, deve cair quando enforcada por um crime capital (o único método de 'execução judicial' no Reino Unido, naquela época), para assegurar que tenha uma morte instantânea e indolor, pela quebra do pescoço entre as segunda e terceira vértebras, uma 'ciência exata', verdadeiramente levada à perfeição pelo Chefe Executor, Albert Pierrepoint.
Em 1882 iniciou contato com a África Ocidental, que durou o resto de sua vida, aceitando a presidência da Companhia Nacional Africana, formada por Sir George Taubman Goldie, que em 1886 recebeu um alvará com o título da Royal Niger Company e em 1899 foi adquirida pelo governo britânico, o seu território sendo constituído pelo protetorado da Nigéria. Os assuntos da África Ocidental, no entanto, não esgotaram as energias do Lorde de Aberdare, e foi principalmente através de seus esforços que um alvará foi concedido em 1894 para a criação da Universidade e Colégio do Sul de Gales e Monmouthshire, instituição integrante da Universidade do País de Gales. Esta é atualmente a Universidade de Cardiff. O Lorde de Aberdare, que em 1885 foi declarado Cavaleiro da Grande Cruz da Ordem do Banho, presidiu várias Comissões reais em momentos diferentes.

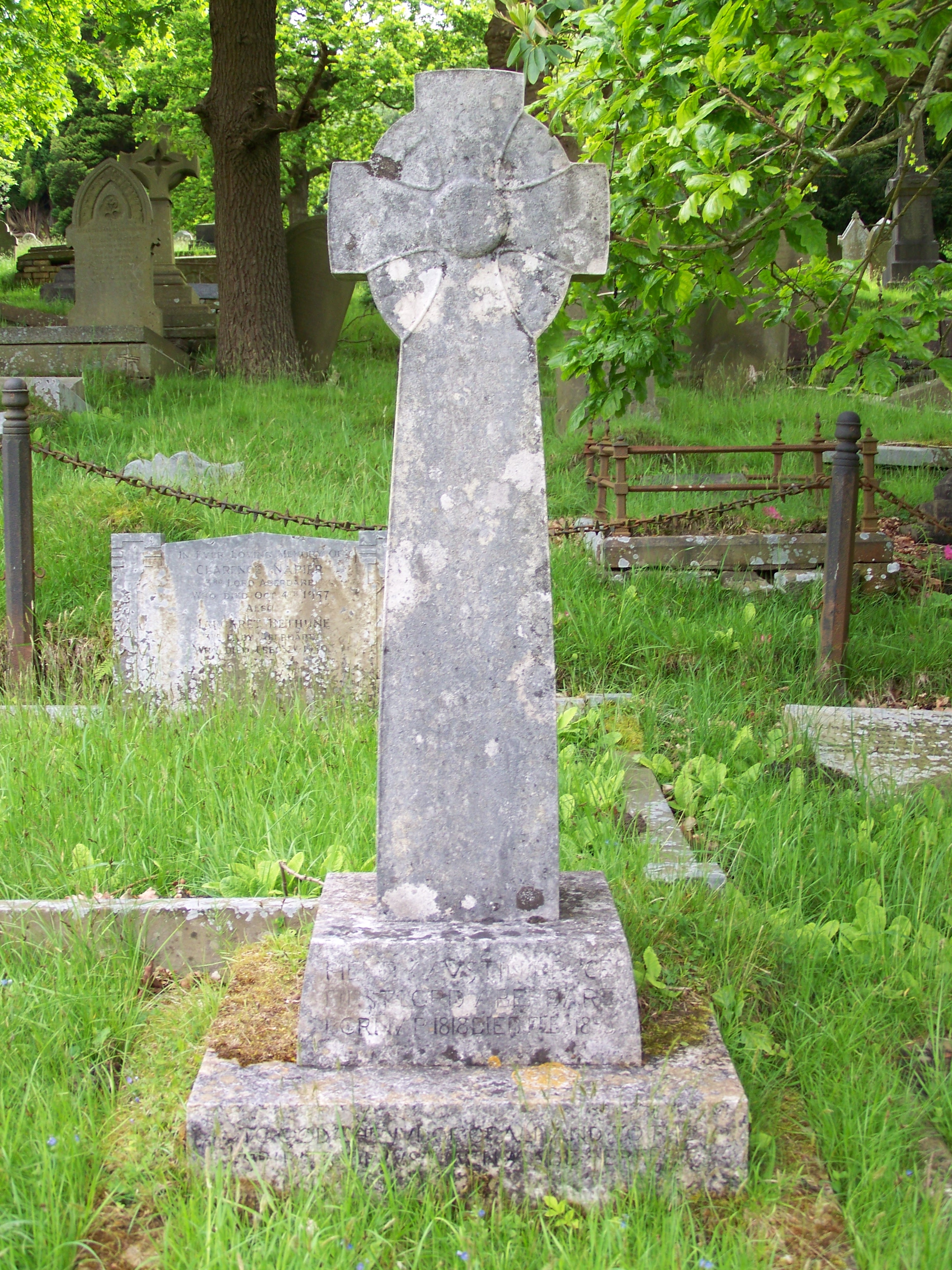
O túmulo de Henry Austin Bruce no cemitério Aberffrwd, em Mountain Ash, País de Gales.

## Família
Henry Bruce casou pela primeira vez com Annabella, filha de Richard Beadon, em 1846. Tiveram um filho e três filhas. Após a morte de Annabella em julho de 1852, casou com Norah Creina Blanche, filha de Sir William Napier, o historiador da Guerra Peninsular, cuja biografia ele editou. Tiveram dois filhos e sete filhas, sendo o mais jovem, o alpinista Charles Granville Bruce. Sua filha, Sarah foi casada com Montague Muir Mackenzie, barrister.
O Lorde de Aberdare morreu em Londres, em 25 de fevereiro de 1895, aos 79 anos, e foi sucedido no baronato por seu único filho do primeiro casamento, Henry. Lady Aberdare, nascida em 1827, morreu em abril de 1897 e foi uma defensora da educação para as mulheres e atuante na fundação da Aberdare Hall em Cardiff.

## Memorial
Henry Austin Bruce está sepultado no Cemitério de Aberffrwd, em Mountain Ash, País de Gales. O grande lote pertencente à família está rodeado por correntes, e sua sepultura é uma simples cruz céltica com pedestal duplo e passeio. No local está escrito: "Para Deus, o Juiz de todos e aos espíritos dos homens justos mais perfeitos".